# Sandby Sogn (Næstved Kommune)
 For alternative betydninger, se Sandby Sogn. (Se også artikler, som begynder med Sandby Sogn)
Sandby Sogn er et sogn i Næstved Provsti (Roskilde Stift).
I 1800-tallet var Vrangstrup Sogn anneks til Sandby Sogn. Begge sogne hørte til Tybjerg Herred i Præstø Amt. Sandby-Vrangstrup sognekommune blev ved kommunalreformen i 1970 indlemmet i Suså Kommune, der ved strukturreformen i 2007 indgik i Næstved Kommune.
I Sandby Sogn ligger Sandby Kirke.
I sognet findes følgende autoriserede stednavne:
- Brobanke (bebyggelse)
- Bulbjergmarken (bebyggelse)
- Buske (bebyggelse, ejerlav)
- Dade (bebyggelse)
- Sandby (bebyggelse, ejerlav)
- Sandbygård (ejerlav, landbrugsejendom)
- Vetterslev Bro (bebyggelse)
- Vinderup (bebyggelse, ejerlav)
- Ølsegård (bebyggelse)